# Paleolibertarismo
El paleolibertarismo es una corriente  del libertarismo la cual no solo se pondera las libertades individuales o de empresa, sino que se ponderan de igual manera usos y costumbres culturales. Teóricos como los anarcocapitalistas estadounidenses Murray Rothbard y Lew Rockwell creían que sin las cuestiones morales no se hubiese podido desarrollar el sistema capitalista en el contexto político norteamericano del fin de la Guerra Fría, de 1989 a 1995. La intención de estos activistas fue promover ideas libertarias de oposición a la intervención del gobierno utilizando mensajes que creyeron serían atractivos —aunque en la práctica apenas tuvieron acogida— para el votante de clase trabajadora del Partido Republicano de los EEUU de aquella época (un enfoque que suele identificarse como populismo de derecha) y así lograr que su candidato presidencial ganase las elecciones primarias de ese mismo partido.
La estrategia paleolibertaria también buscaba alejar al movimiento libertario de la influencia de las organizaciones libertarias de políticas públicas, como el Instituto Cato, que fueron acusadas de renunciar a comunicar el mensaje libertario completo mientras adoptaban los valores políticos y culturales de Washington D. C. para ganar aceptación entre la élite política; y alejar a la derecha política norteamericana del movimiento neoconservador y su promoción, a través de la Fundación Heritage, de una política exterior que los pensadores libertarios suelen identificar como imperialista. 

## Principios
Según Rockwell, el movimiento paleolibertario se remonta a pensadores como «Ludwig von Mises, Albert Jay Nock, Garet Garrett, y toda la Vieja Derecha del período de entreguerras que se opuso al New Deal y favoreció a la Antigua República» y se distingue del libertarismo Beltway (un término peyorativo usado por libertarios de línea dura para describir a los libertarios que han ganado tracción en el Beltway, es decir, Washington D. C., que son acusados de rendir los valores libertarios a los valores del Beltway para tener mejores relaciones públicas con la élite del Beltway), el libertarismo de izquierda y el «libertario de estilo de vida».
El paleolibertarismo se desarrolló en oposición a la vinculación entre el cosmopolitismo social con el libertarismo como si fuesen asuntos indivisibles. En su ensayo de 1990 «La defensa del paleolibertarismo», Rockwell acusó a los libertarios de la corriente principal de «odio a la cultura occidental». Argumentó que «la fotografía pornográfica, el pensamiento «libre», la pintura caótica, la música atonal, la literatura deconstruccionista, la arquitectura Bauhaus y las películas modernistas no tienen nada en común con la agenda política libertaria, sin importar cuánto puedan deleitarse los libertarios individuales en ellas.» De los paleolibertarios, escribió que «obedecemos, y debemos obedecer, las tradiciones de modales y gusto». Después de explicar por qué unos libertarios amistosos con la cultura convencional podrían presentar un mejor argumento a favor de la libertad para las clases medias, Rockwell predijo que «en el nuevo movimiento, los libertarios que personifican la corrupción actual se hundirán a su nivel natural, al igual que el  Partido Libertario, que ha sido su púlpito diabólico».
En resumen, según Lew Rockwell, la motivación de este movimiento libertario «paleo» —en contraste con el movimiento libertario «modal» del Beltway y del Partido Libertario de principios de los 1990— fue la aplicación de los principios libertarios en formas que conduzcan a la radicalización de las clases medias contra el Estado.

## Historia
En el ensayo de 1992 «Populismo de derecha: una estrategia para el movimiento paleo», Rothbard reflexionó sobre la capacidad de los libertarios para ganar a las clases media y trabajadora descontentas utilizando métodos del populismo de derecha para entregar ideas libertarias.
En la década de 1990, se forjó una «alianza paleoconservadora - paleolibertaria», centrada en el Club John Randolph fundado en 1989 por el católico tradicionalista Thomas Fleming y Rothbard. Rockwell y Rothbard apoyaron al candidato paleoconservador  Republicano Pat Buchanan en las  Elección presidencial de 1992 y describieron a Buchanan como el líder político de movimiento». En 1992, Rothbard declaró que «con Pat Buchanan como nuestro líder, romperemos el reloj de la socialdemocracia». La intención de Rockwell y Rothbard con esta alianza fue hacer renacer una derecha antibélica y anti-estado de bienestar y luchar contra la dirección neoconservadora del Partido Republicano en el contexto del fin de la Guerra Fría.
Tres años más tarde, Rothbard dijo que Buchanan desarrolló demasiada fe en el poder de la planificación económica y el gobierno centralizado que finalmente llevó a los paleolibertarios a retirar su apoyo a Buchanan. Además del nacionalismo económico de Buchanan, Paul Gottfried se quejó más tarde de la falta de financiación, las luchas internas, la hostilidad de los medios o el apagón y la difamación como «racistas» y «antisemitas». La estrategia paleolibertaria no dio resultados prácticos y generó pocas simpatías externas. El Club John Randolph se desintegró en 1995 debido a la incompatibilidad de ideas y personalidades entre las facciones libertaria y conservadora.
Rothbard murió en 1995. Rockwell afirmó en 1999 que con la muerte de Rothbard había finalizado la organización paleolibertaria. En 2007, Rockwell declaró que ya no usaba el término «paleolibertario» —porque se distorsionó por su asociación pasada con el término paleoconservador como «algún tipo de libertario socialmente conservador», algo que «no era el punto en absoluto» del paleolibertarismo— y que todos los libertarios deberían estar «contentos con el término libertario».

## Controversia
En 1992 los Ron Paul newsletters (Boletines Ron Paul), que eran principalmente revistas de negocios y finanzas publicadas por el excongresista libertario Ron Paul, publicaron algunos pequeños artículos con fuertes afirmaciones relacionadas con los hábitos delictivos dentro de la población negra, al histrionismo en la cultura gay, y sobre la supuesta injerencia de la Mossad (servicio secreto israelí) en la política exterior norteamericana, textos que algunas personas han considerado racistas, homofóbicos o antisemitas. Se asoció este tipo de textos con la estrategia paleolibertaria. Se formó un escándalo sobre este asunto en el año 1996 en medio de una campaña electoral de Ron Paul, escándalo incitado por la publicación libertaria Reason que entre otras cosas afirmó que, «una media docena de activistas libertarios de larga data —incluidos algunos todavía cercanos a Ron Paul— todos identificaron al mismo hombre como el principal escritor fantasma de Paul: el fundador del Instituto Ludwig von Mises, Llewellyn Rockwell, Jr.» Rockwell lo negó.

## Reminiscencia
Durante las primarias presidenciales del Partido Republicano de 2016 y la campaña para la elecciones presidenciales de Estados Unidos de 2016, varios de los protagonistas del activismo paleolibertario de los 1990 manifestaron algún nivel de simpatía al mensaje contrario al Estado guerrero y contrario a las élites burocráticas y partidistas de Washington D. C. del entonces candidato Donald Trump. En una jugada similar a su apoyo y el de Murray Rothbard a la candidatura de Pat Buchanan, Lew Rockwell simpatizó con la campaña presidencial de Trump de 2016 por su mensaje contrario al establishment del Partido Republicano y del Partido Demócrata, lo mismo hizo el rothbardiano Justin Raimondo, quien apoyó a Trump sobre la base de su mensaje por una política exterior antiguerra. En un debate preelectoral de 2016 con el editor de  Reason Nick Gillespie, el economista anarcocapitalista de la escuela austriaca Walter Block aconsejó a los libertarios que viven en estados pendulares apoyar a Trump en lugar de emitir sus votos para el Partido Libertario y el nominado Gary Johnson, citando la política exterior antiguerra de la campaña de Trump como el principal motivo.
En consonancia con estas opiniones, la columnista libertaria Ilana Mercer escribió un libro en junio de 2016 sobre el candidato presidencial Trump titulado La revolución de Trump: la destrucción creativa de El Donald deconstruida, un examen crítico del entonces candidato Trump en una perspectiva libertaria. Al discutir el libro de Mercer, el objetivista libertario Chris Matthew Sciabarra observó que Mercer apoyó «no necesariamente las políticas de Trump, pero sí el proceso de Trump». Scabbarra señaló además que «el más interesante de sus argumentos es el refuerzo de la libertad por Donald J. Trump... rompiendo en pedazos un sistema de botín político enredado: el complejo de medios, el complejo político y de partidos, el complejo conservador impostor. En la era del gobierno inconstitucional —Demócrata y Republicano— este proceso de destrucción creativa sólo puede incrementar el cociente de libertad».